# 조석영
조석영(1997년 4월 9일 ~ )은 대한민국의 전직 축구 선수이다. 현역 시절 포지션은 수비수였다.

## 유스 경력
조석영은 유소년 시절 부경고등학교를 거쳤으며, 부경고 재학시절 청룡기 전국고등학교 축구대회에서 부경고를 6년만에 정상으로 이끄는 데에 큰 역할을 하였다. 부경고 졸업 후 광운대학교 축구부에 입단하였으며, 광운대 시절 덴소컵(한일대학축구정기전) 대표로 선발되기도 하였다.

## 클럽 경력
K리그1 2020 시즌을 앞두고 FC 서울과 프로 계약을 체결하였다.
2021시즌 종료 이후 현역 은퇴를 선언했다.